# AD Santo Domingo
A.D. Santo Domingo es un club de fútbol de la ciudad de Santo Domingo de Heredia en Costa Rica. Fue el campeón de tercera división de Costa Rica en 1926 y de Liga Nacional en 1968 y de tercera división provincial en 1970 y 1973. En el 2006, la segunda liga aficionada decide incluir el equipo para pelear su ascenso a la Primera División de ANAFA.

## Historia
Reseña Histórica 1904
Santo Domingo tuvo como antecedentes a la A.D. Domingueña (anteriormente Club Sport Domingueño), equipo que militaba en los torneos cantonales en 1904). Los ciudadanos domingueños se interesaron por constituir un equipo que representara a Santo Domingo y que compitiera en la terceras y segundas divisiones de ascenso.
El 20 de septiembre de 1904 se funda el Club Sport Domingueño, constituyéndose la primera Junta Directiva integrada por su presidente don Eulogio Aguilar B.
En los años 20,s Santo Domingo destaca en las terceras divisiones irrumpiendo en la segunda división (actualmente LIASCE).
Entre 1926 y 1929 el C.S. Domingueño es el representante más fuerte en la segunda y tercera división de Costa Rica. Y fueron clubes como Santa Lucía y C.S. Colón los que aumentan el rendimiento del esforzado equipo herediano.
La Asociación Deportiva Domingueña logra el título nacional de Tercera División en 1926. Y años después logra ponerse en los primeros lugares de aquellas categorías alcanzando el cetro de la segunda división en 1927.
Para aquel entonces los domingueños lucían los colores blanco y negro. Inclusive juegan el campeonato de segunda división 1929 contra Gimnástica, La Libertad, L.D.A, Atlántico F.C, C.S. México, La Unión de Tres Ríos, Juventud Atlántica, C.S. Herediano (subcampeón), C.S. Katharina, Plaza Víquez, La Unión de Tres Ríos, Paraíso de Cartago y Orión F.C el cual logra ostentar el cetro.
En 1939 Santo Domingo logra el título del segundo torneo Cantonal y de Barrios organizado por el Club Sport Herediano. Y Para la década de los 50 se utiliza de base al Atlético Santa Rosa F.C y Deportivo Danubio F.C, para competir en los torneos de canchas abiertas e interdistritales por Heredia.

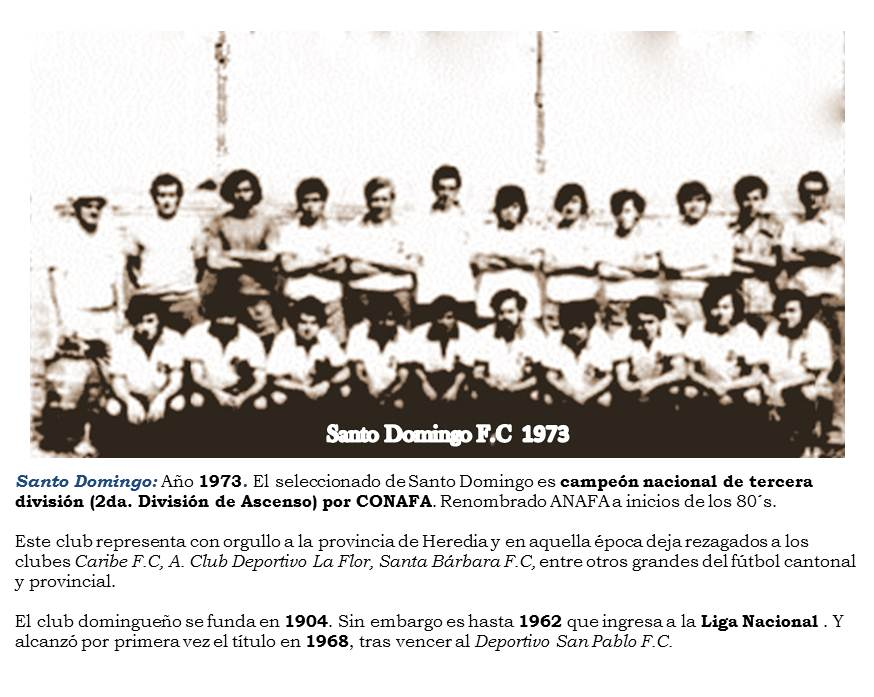
Santo Domingo:CAMPEONES INVICTOS POR HEREDIA 1973. El Santo Domingo F.C es el nuevo Monarca de Tercera División de Costa Rica (2.ª. División B de Ascenso). Posteriormente el club disputó los partidos finales en busca del derecho a militar en la Segunda División de Costa Rica.

### Consolidación como club
En los años 1949-50, los domingueños son campeones del torneo Intercantonal y de barrios o distritos por Heredia. Primero le ganan a Barva y luego a San Rafael.
El club azul se alista para militar en la tercera división pero no le alcanza. Vuelve a la carga y allí la selección domingueña (Santo Domingo F.C) se consolida como club de fútbol costarricense, siendo subcampeón en 1964. Y cuatro años después ostenta el título de Liga Nacional 1968 y un tercer lugar a nivel nacional.
Luego es campeón de Tercera División (2.ª. División de Ascenso) por la provincia de Heredia en 1970-73.
El domingo 14 de octubre de 1973 Santo Domingo es campeón por Heredia en juveniles; ganándole la final al Club Sport Herediano. Y estaban en esa cuadrangular San Lorenzo y Virgilio Múñoz de San Rafael.
En 1975 Yurusty es campeón Inter Distrital y Barrios siendo base del representativo de Santo Domingo; jugando contra las Selecciones de Santa Bárbara, Resentidos de San Pablo, Belén F.C, Barrio Corazón de Jesús, Floreña, San Lorenzo, San Francisco de Heredia, Independiente Iglesias, Caribe F.C, Barva, San Isidro, San Rafael, Barreal y la UNA.
En 1979 la Selección de Santo Domingo (C.D. Migueleño) es la que representa al cantón por CONAFA. Posteriormente lo hace el Deportivo Yurusty en 1980, 1985, 1986. Entre otros títulos cantonales como el de 1994.
Como dato interesante en el año 1980 Santo Domingo tuvo dos selecciones en la tercera división. Fueron el Club Deportivo Yurusty y El Migueleño C.F.
Ambos disputaron una triangular para sacar el campeón por la provincia de Heredia. Ahí también entraron los Diablos Rojos de San Pablo, sin embargo quedan campeones los del Yurusty.
En 1981 el Club Atlético Roseño gana un subcampeonato por la provincia de Heredia en la 2.ª. División B de ACOFA (terceras divisiones); perdiendo ante los Diablos Rojos de San Pablo. Al año siguiente se inaugura el torneo distrital en el Barrio La Castilla de San Miguel; volviendo a ser campeones los roseños con el Deportivo Montano por Santo Domingo, pero en la fase interregional son eliminados por el Municipal Rebeldes Barveño, C. D. Belén, La Suiza de San Rafael, Selección de San Pablo, entre otros.
En 1983 San Miguel es el campeón cantonal pero sin mayor relevancia, sin embargo la selección juvenil domingueña consigue un decoroso subcampeonato nacional en categoría juvenil. Y para 1984 la A.D. Santo Domingo disputa la Tercera División de ANAFA frente a la A.D. Barrealeña, Selección de Santa Bárbara (A.D. Barbareña), Independiente La Rusia de San Joaquín de Flores, C. Deportivo Alexander Campos de San Rafael, A.D. Quesada de San Isidro (Participa en lugar de la A.D. Tournón), Fátima de La Ribera de Belén, Municipal Rebeldes de Barva y El Rincón de Ricardo (San Pablo de Heredia).
Para el año 2005 la A.D. Municipal Santo Domingo es campeón de la región 9 de Heredia (Tercera División de ANAFA), y asciende a la Segunda Liga Superior Aficionada para la temporada 2006-07.
En la temporada 2009-10 los domingueños logran su ascenso a la Primera División de LINAFA. Y donde se encuentran compitiendo actualmente con un excelente rendimiento.

## Uniforme
El uniforme principal de la A.D. Santo Domingo y el segundo es azul con rayas color azul. Su cancha es la de Santo Domingo y cuenta con su club de reuniones sociales ubicado en el centro del pueblo domingueño.

## Ascenso
- Tercera división 1949

- Segunda División de ANAFA 2006-07

## Palmarés
- Tercera División de Costa Rica (1): 1926

- Segunda División de Costa Rica (1): 1927

- Subcampeón Liga Nacional Heredia (1): 1964

- Campeón Liga Nacional Heredia (1): 1968

- Campeón Nacional de Tercera División Heredia (2): 1970-73

- Campeón Nacional de Cuarta División Heredia (1): 1973

- Subcampeón Nacional de Cuarta División de ANAFA (1): 1983

- Campeón Nacional de Tercera División de ANAFA Heredia (1): 2005

## Torneos y campeonatos de la Selección de Santo Domingo (Club Atlético Roseño)
- Subcampeón Nacional de Segunda División B de Ascenso por ACOFA Heredia (1): 1981